# صالح سنار
صالح سنار لاعب كرة قدم سوداني لعب في عدد من الأندية السودانية وكذلك في المنتخب السوداني لكرة القدم من أهم الأنداية التي لعب بها نادي الهلال العاصمي وشارك مع الهلال في البطولات المختلفة

## نشأة والميلاد
ولد صالح محمد أحمد في منطقة أبوجيلي شرق سنار في ولاية سنار في اواخر السبعينيات من القرن الماضي ترعرع بها ولعب كرة القدم بها في نادي النهضة ابوجيلي تلقي تعلميه الابتدائي بها والثانوي بمدرسة العركيين الثانوية

## أهم الأنداية التي لعب بها
- نادي الهلال العاصمي
- نادي جزيرة الفيل
- نادي الأهلي مدني[2]
- ودهاشم سنار
- نادي النهضة أبوجيلي

صالح سنار الآن ضمن الطاقم الفني لنادي ودهاشم سنار ومتزوج لديه وابنان

### مرجع
1. ↑  "الهلال يفلت من فخ الهلال الأبيض ويقتنص هدية "أنور السادات" - ميركاتو داي". ميركاتو اليوم. 15 ديسمبر 2019. مؤرشف من الأصل في 2019-12-22. اطلع عليه بتاريخ 2019-12-22.
2. ↑  "نادي: أهلي مدني". www.kooora.com. مؤرشف من الأصل في 2017-12-30. اطلع عليه بتاريخ 2019-12-22.